# Gross Windgällen
Le Gross Windgällen est une montagne située dans le canton d'Uri, dans les Alpes glaronaises.